# Biserica de lemn din Tarna Mare

Biserica de lemn din Tarna Mare, judeţul Satu Mare

Biserica de lemn din Tarna Mare, se afla în localitatea cu același nume din județul Satu Mare. Surprinsă într-o fotografie publicată la începutul secolului XX, biserica a fost înlocuită de noua biserică de zid în anul 1898. Inițial noua biserică a purtat hramul bisericii vechi, acesta fiind „Adormirea Maicii Domnului”, dar ulterior acesta a fost schimbat cu hramul „Sfântul Ioan Botezătorul”.

## Istoric și trăsături
Biserica de lemn nu se știe cu exactitate când a fost construită, în schimb se cunoaște anul demolării acesteia. Anul 1890 a fost momentul când vechea bisericuță, aflată în stare proastă și neîncăpătoare, a fost demolată. Pe locul ei s-a construit noua biserică de zid, aceasta fiind gata abia peste 8 ani.
Fotografia publicată în monografia amintită surprinde o biserică de mici dimensiuni. Clopotnița este așezată alături, nefăcând parte din corpul bisericii. Starea proastă a bisericii este surprinsă și de fotografia făcută probabil între anii 1880 și 1890, acoperișul de șindrilă aparând ca fiind deteriorat.